# Butor mirasol
Botaurus pinnatus
Espèce
Répartition géographique
Statut de conservation UICN

 LC  : Préoccupation mineure
Le Butor mirasol (Botaurus pinnatus) est une espèce de héron appartenant à la famille des Ardeidae vivant dans les régions tropicales du Nouveau Monde. Comme les butors, son plumage est principalement chamois-brun à motifs tachetés. Bien qu'il soit très répandu, on le voit rarement — probablement en raison de son habitude de circuler discrètement — et on connaît peu de choses sur son mode de vie.

## Description
Le Butor mirasol est un grand héron, mesure entre 63,5 à 76 cm de haut pour un poids d'environ 800 g. Les deux sexes ont le même plumage, mais les femelles ont tendance à être plus petites que les mâles et ont du brun au lieu du noir sur la queue.
Les adultes et les immatures sont généralement chamois avec des motifs cryptiques fortement marqués. Les juvéniles ont tendance à avoir une couleur de fond un peu plus rougeâtre. La gorge est blanche, la face antérieure du cou est blanche striée de beige et le reste du cou chamois avec de fines raies noires. La poitrine et le ventre sont blancs avec de larges stries beige, tandis que le dos est chamois, fortement strié et barré de noir. Les rectrices sont noires chez les mâles et brunes chez les femelles; les rémiges gris ardoise créent un effet remarquable à deux tons en vol.
Le bec est gros et fort, globalement jaunâtre avec une mandibule supérieure sombre. La peau faciale nue est jaune vif, avec une ligne brune qui traverse les lores. Les pattes sont jaune verdâtre, et l'iris est jaune.

## Cri
S'il est dérangé, le Butor mirasol lance un cri grave « rawk-rawk-rawk ». Au cours de la saison de reproduction, les mâles lancent leurs appels au crépuscule et la nuit, un profond « poonk » ou « poonkoo ».

## Taxonomie et systématique
Le naturaliste allemand Johann Georg Wagler, qui a décrit le Butor en 1829, l'a placé dans le genre Ardea à ce moment-là. Il est parfois inclus dans un super-genre avec le Butor d'Amérique (B. lentiginosus), tandis que d'autres auteurs considèrent que l'ensemble du genre Botaurus est une seule super-espèce.
D'après la classification de référence (version 14.1, 2024) de l'Union internationale des ornithologues, le Butor mirasol possède 2 sous-espèces (ordre philogénique) :
- Botaurus pinnatus caribaeus Dickerman, 1961 : au Mexique, au Bélize et (rarement) au Guatemala. En moyenne, le bec est plus long, les ailes et la queue plus courtes, et le marquage de la gorge plus pâle et moins marqué.
- Botaurus pinnatus pinnatus (Wagler, 1829) : du sud-est du Nicaragua à l'Équateur et aux Guyanes, au sud au Brésil, au Paraguay et au nord de l'Argentine. En moyenne, le bec est plus court, les ailes et la queue plus longues, et le marquage de la gorge plus foncé et plus appuyé.

## Distribution et écologie
L'autre appellation « Butor d'Amérique du Sud » est un peu trompeuse, car l'espèce se rencontre jusqu'au sud du Mexique en Amérique centrale. Son aire de répartition s'étend du versant atlantique du sud-est du Mexique jusqu'au le nord de l'Argentine, mais il existe peu de documents sur sa présence dans le Guatemala et le Honduras. L'espèce se trouve principalement dans les régions à faible altitude, mais a été observé dans la Cordillère Orientale à l'est de la Colombie jusqu'à 2 600 m d'altitude.
Il se trouve dans plusieurs types d'habitats d'eau douce, y compris les roselières denses et les bords des lacs, les zones d'herbes hautes inondées, les marais et les fosséss. Typiquement, la végétation dans son habitat est dominée par les carex (Cyperaceae), la jacinthe d'eau (Eichornia), les joncs (Juncus), les roseaux (Phragmites) ou les massettes (Typha). Il utilisera aussi les plantations de riz (Oryza) et la canne à sucre (Saccharum).
Le Butor mirasol est principalement nocturne. Bien que généralement solitaire, il se réunit en petits groupes épars dans des points d'alimentation importants. Lorsqu'il a peur, il a tendance à se raidir avec son corps accroupi et sa tête à la verticale, juste assez haut pour voir. Il fuit généralement seulement quand on l'approche de près.
Les estimations de sa population, et des tendances de la population globale, ne sont pas connues. Grâce à sa large répartition, il est néanmoins considéré comme une des espèces de préoccupation mineure par l'IUCN,.

## Nourriture et alimentation
Son régime alimentaire est varié, composé de poissons (dont des anguilles), de reptiles, d'amphibiens, d'arthropodes, de vers (dont des sangsues) et de petits mammifères (y compris les jeunes ouistitis Callithrix jacchus), qui sont généralement pris en embuscade. Le Butor mirasol est un chasseur patient, souvent debout, immobile pendant de longues périodes en attendant que sa proie se déplace à sa portée.

## Reproduction
Comme c'est le cas pour les Botaurinae (contrairement à la plupart des hérons), le Butor mirasol est un nicheur solitaire. Son nid, une plate-forme ou de coupe peu profonde de tiges ou d'autres matières végétales, est généralement construit dans la végétation épaisse, non loin de la surface de l'eau. La femelle pond de deux à trois œufs brun-olive, et s'occupe sans doute de toute l'incubation. Le Butor mirasol se reproduit presque exclusivement en saison humide.